# Stavební spoření
Stavební spoření je specifický finanční produkt určený k financování bydlení. Spořící klienti dávají své prostředky k dispozici za úrokovou sazbu, která je nižší než obvyklá. Díky tomu mohou stavební spořitelny nabízet úvěry ze stavebního spoření s nízkými úrokovými sazbami. Střadatelé akceptují nízkou úrokovou sazbu z vkladů proto, že jim vznikne nárok na levný úvěr. Další motivací je státní podpora, která často zvyšuje zhodnocení vkladů vysoko nad úroveň obvyklou u jiných spořicích produktů. Myšlenka stavebního spoření se poprvé objevila v 18. století v Anglii, za účelem efektivněji vyřešit bytovou nebo podnikatelskou potřebu omezené skupiny lidí. V České republice byl zaveden tzv. německý model stavebního spoření zákonem 96/1993 o stavebním spoření.

## Historie stavebního spoření

### Anglie
Počátky stavebního spoření se obvykle datují do roku 1775. Tehdy v Birminghamu v Anglii vzniklo sdružení Ketley’s Building Society, které mělo asi 50 členů. Každý z nich poskytoval finance do fondu a přestal je poskytovat, až když si všichni postavili vlastní bydlení. Princip tohoto spoření byl jednoduchý: na běžný dům by jeden člen naspořil za deset let. Pokud ale spořilo stejnou částku deset členů, naspořili na stejné bydlení již za rok. Losem se řešilo, kdo z nich získá uspořené peníze první. Za deset let postavili všichni vlastní bydlení. Devět členů bydlelo mnohem dříve a desátý si nepohoršil. Po splnění svého úkolu sdružení zaniklo. V jeho stopách následně pokračovala i další sdružení, která vznikala a zanikala nejen za účelem financování bydlení, ale i za účelem financování podnikání. S rozvojem průmyslu a se změnami společnosti vznikaly podobné spolky a družstva také v dalších zemích Evropy. Podoba těchto spolků se v dalších letech měnila, až dospěla do podoby bankovního produktu u specializované banky. První zákon o stavebním spoření vešel v platnosti v Anglii roku 1836.

### Německo
Za místo zrodu specializovaných finančních institucí, které fungují na principech současných stavebních spořitelen, je ale považováno Německo. První zmínka o podobných praktikách pochází z roku 1885. Byl to rok založení spolku Baussparkasse für Jedermann (Stavební spořitelna pro každého) pastorem Friedrichem von Bodelschwingh. Tento spolek byl předstupněm stavebních spořitelen. Ačkoliv se v názvu objevil pojem stavební spořitelna, šlo pouze o úvěrový samosprávný spolek ne nepodobným jiným spolkům, které v té době vznikaly.
První stavební spořitelna Wüstenrot spatřila světlo světa až po první světové válce roku 1921 v německém Wüstenrotu. Nejprve se však jmenovala Gemeinschaft der Freunde (Spolek přátel) a založil ji George Kropp. Jedním z hlavních problémů tehdejšího Německa bylo bydlení a právě to měl tento spolek řešit. Ačkoliv vysoká inflace v té době znehodnotila vklady a spolek musel být rozpuštěn, jeho druhé založení o tři roky později bylo již úspěšné. Jeho vzor poté převzalo mnoho dalších stavebních spořitelen. Na rozdíl od dřívějších spolků byl tento spolek již více podnikem s managementem a správním aparátem než družstvem, přesto však obsahoval některé prvky svépomocných družstev, zejména přidělování úvěrů losem. Princip solidarity zaznamenal ale takovou odezvu, že začátkem třicátých let už mohlo být losování z ročních skupin nahrazeno klasickým bankovním systémem. Počet spořitelů stoupal a z jejich vkladů vznikaly úvěrové prostředky pro každého, kdo naspořil polovinu potřebné částky. V roce 1930 již měla stavební spořitelna Wüstenrot 45 491 členů.
Po vzoru Wüstenrotu začalo vznikat velké množství dalších stavebních spořitelen s různou kvalitou řízení. Do roku 1931 vzniklo více než 400 nových stavebních spořitelen. Nabízené tarify stavebního spoření však nebyly vždy správně nastaveny. To se projevovalo prodlužováním čekací doby na úvěr i bankroty. Proto v říjnu 1931 vznikl úřad pro dohled nad stavebními spořitelnami, který spadal pod říšský úřad pro dohled nad pojišťovnami. Tento krok skutečně přinesl konsolidaci nového sektoru. Z 266 stavebních spořitelen v říjnu 1931 jich na konci roku 1934 zbylo jen 55. 
Dalším pozitivním impulzem bylo daňové zvýhodnění střadatelů zavedené v roce 1934. Vklady uložené na účet stavebního spoření bylo možno odečíst od daňového základu. 
Stavební spoření se také významně podílelo na obnově Německa po druhé světové válce. Pomohlo vyřešit nedostatek prostředků na bytovou výstavbu. Tomu napomohla také přímá státní podpora, zavedená v roce 1952. Její výše byla 25 % až 35 % (podle počtu dětí) z ročně uspořené částky, nejvýše 400 DM. Stavební spoření se tak stalo neodmyslitelnou součástí německého finančního trhu a zůstalo jí i po postupném snižování státní podpory na dnešní úroveň.
Německo se tedy řadí mezi země s dlouhou historií stavebního spoření. K zemím, které disponují podobným systémem stavebního spoření, patří také Rakousko, Chorvatsko, Maďarsko, Rumunsko, Slovensko a Česká republika.

### Česko
Na českém území vznikly první stavební spořitelny v roce 1927. I ony navazovaly na německý vzor. Na rozdíl od Německa ale k jejich rozšíření nedošlo. Česká vláda tento způsob spoření nijak nepodporovala a lidé tu na něj nebyli zvyklí. S přechodem na socialistický model hospodářství po druhé světové válce pak toto spoření zaniklo úplně. V socialismu nemělo individuální spoření pro zajištění bydlení své místo.
Ke znovuobnovení stavebního spoření došlo až po politických změnách roku 1989. Bytů bylo málo, byly zanedbané a bylo třeba postavit nové. I přesto bylo první stavební spoření uvedeno na trh až 1. dubna roku 1993. Tehdy nabyl účinnosti zákon č. 96/1993 Sb. o stavebním spoření a státní podpoře stavebního spoření. Poté v ČR postupně vzniklo šest stavebních spořitelen s větší či menší účastí německých nebo rakouských stavebních spořitelen a stavební spoření se stalo velmi populární. Již v roce 2010 ho měl každý druhý. K jeho úspěchu přispěla i státní podpora, která dokázala zdárně přilákat nové účastníky do tohoto systému.

## Stavební spoření v Česku
V České republice je stavební spoření vnímáno jako spořicí produkt. Stavební spořitelny nastavují podmínky tak, aby zhodnocení vkladů mohlo konkurovat jiným spořicím produktům, například spořicím účtům. 

### Podmínky pro uzavření smlouvy o stavebním spoření
Smlouvu o stavebním spoření může uzavřít jak fyzická, tak právnická osoba. Právnickým osobám však na rozdíl od fyzických nevzniká nárok na státní podporu. Státní podporu může podle zákona získat:
- občan České republiky,
- občan Evropské unie, kterému bylo vydáno povolení k pobytu na území České republiky a přiděleno rodné číslo příslušným orgánem České republiky,
- fyzická osoba s trvalým pobytem na území České republiky a rodným číslem přiděleným příslušným orgánem České republiky.

Spoření není omezeno věkem, tedy i důchodce a kojenec mohou být účastníky stavebního spoření. Za nezletilé ovšem veškeré náležitostí vyřizují jejich zákonní zástupci.

### Uzavření smlouvy o stavebním spoření
Při uzavření smlouvy o stavebním spoření si musí klient stanovit výši cílové částky, což je částka, která má odpovídat určitému budoucímu řešení bytových potřeb. Podle § 5 odst. 9 zákona č. 96/1993 Sb. je cílová částka rovna součtu vkladů, státní podpory, úvěru ze stavebního spoření a úroků z vkladů a státní podpory, po odečtení daně z příjmů z těchto úroků.
Pokud naspořená částka dosáhne nebo překročí cílovou částku, má se za to, že je cíl spoření naplněn a smlouva zaniká. Stavební spořitelny tuto situaci řeší ve svých všeobecných obchodních podmínkách různými způsoby. V některých případech například provádějí automatické navýšení cílové částky, aby nedošlo k ukončení smlouvy před uplynutím šestileté vázací lhůty, které by mělo za následek ztrátu státní podpory.
Ve smlouvě je sjednána úroková sazba, kterou se budou úročit naspořené prostředky, a úroková sazba úvěru, který bude moci získat. Hlavní výhodou úvěrů ze stavebního spoření spočívá v tom, že výše jejich úrokové sazby je zákonem omezená. Nesmí převýšit úrokovou sazbu z vkladů na účet stavebního spoření o více než tři procentní body. V případě nízkého úročení vkladů to nutně znamená i nízkou sazbu úvěru ze stavebního spoření.
Ve smlouvě se dále sjednává, zda bude klient ukládat smluvní částku pravidelně (např. měsíčně, půlročně, ročně) nebo nepravidelně (na účet lze kdykoliv vložit jakoukoliv částku). Nezbytnou součástí smlouvy je i prohlášení, jestli klient žádá o státní podporu. Tato podpora se na klientův účet připisuje formu zálohy a je vyplacena až po skončení spoření při splnění zákonných podmínek. Ve smlouvě jsou nakonec i podmínky pro poskytnutí úvěru ze stavebního spoření a výše splátek tohoto úvěru.

### Ukončení stavebního spoření
Spoření může skončit dvěma způsoby. První z nich je vypovězení smlouvy o stavebním spoření. Pokud je tento krok učiněn po tzv. vázací lhůtě (ze zákona 6 let), vyplatí stavební spořitelna klientovi naspořené prostředky i státní podporu a klient může tyto finance využít libovolným způsobem. Při vypovězení před vypršením vázací lhůty, pokud klient nečerpá úvěr, ztrácí nárok na vyplacení státní podpory a zaplatí poplatek (0,5–1 % z cílové částky). Druhý způsob je získáním úvěru ze stavebního spoření, který klient použije pro financování bytových potřeb. Ať to nastane před nebo po ukončení vázací lhůty, klientovi zůstává nárok na vyplacení státní podpory.
Připsané úroky ze spoření jsou každoročně zdaněny 15% sazbou daně z příjmů.

### Úvěr ze stavebního spoření

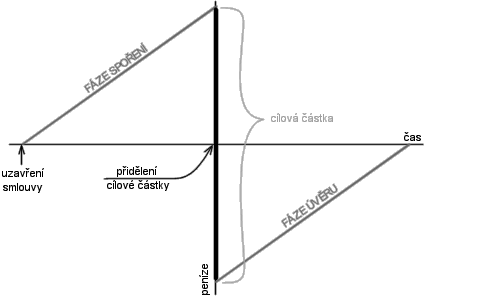

K získání (přidělení) úvěru ze stavebního spoření může dojít jen za určitých podmínek stanovených zákonem o stavebním spoření a státní podpoře a všeobecnými obchodními podmínkami (VOP) stavební spořitelny. 
Zákonnou podmínkou je minimální doba spoření 24 měsíců.
Podmínkami stavebních spořitelen pro získání úvěru bývá naspoření předepsané částky (např. 40 % cílové částky) a dosažení předepsaného hodnotícího čísla.
Tyto podmínky (společně s minimální výší splátky) zajišťují dostatečně vysokou hodnotu SKLV a tím i finanční stabilitu stavební spořitelny.
Klient musí být schopný úvěr splácet (musí být bonitní), a úvěr musí být přiměřeně zajištěný. Do určité výše (okolo 1 mil. Kč) jsou úvěry poskytovány bez zajištění, u úvěrů s vyšším objemem bývá vyžadováno zajištění nemovitostí (hypotékou). 
Úvěr ze stavebního spoření lze použít pouze na účely stanovené zákonem, které jsou koupě, výstavba nebo oprava ubytovacích prostor nebo jejich pevně vestavěného vybavení (např. ústředního topení). Prostředky získané úvěrem smí klient využít na stanovené účely i ve prospěch osoby blízké (viz ustanovení zákona).
Úroky z úvěru ze stavebního spoření může klient odečíst od základu daně, a to až do výše 150 000 Kč na společně hospodařící domácnost ročně.

### Překlenovací úvěr
Běžně se stává, že klient potřebuje řešit své bytové potřeby ještě předtím, než získá nárok na úvěr ze stavebního spoření. To pak lze řešit tzv. překlenovacím úvěrem, který slouží k překlenutí doby do poskytnutí úvěru ze stavebního spoření. 

## Stavební spořitelny
Stavební spoření je považováno za jeden z nejbezpečnějších a nejvýhodnějších finančních produktů na českém trhu. Právo provozovat stavební spoření mají pouze stavební spořitelny, což jsou specializované banky, které mají zákonem omezené obchodní aktivity.

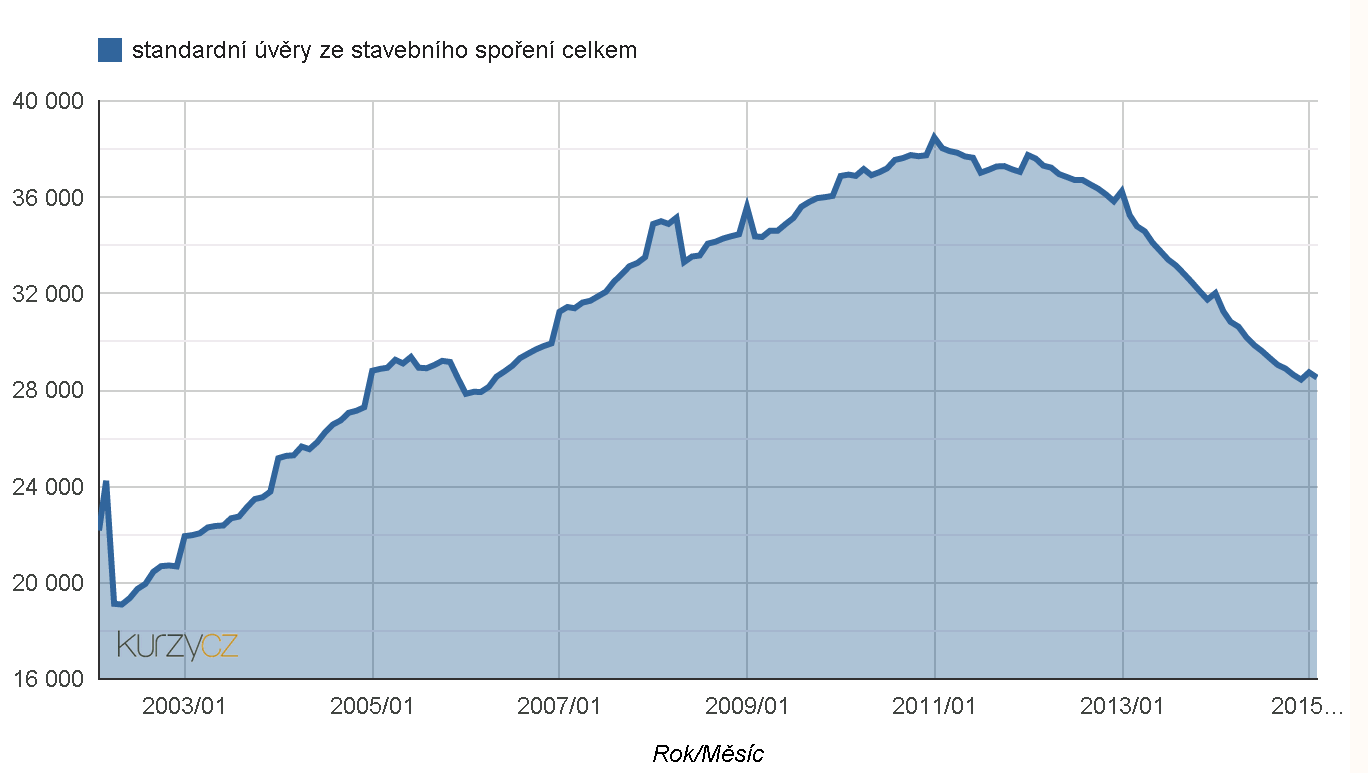
Objem řádných úvěrů stavebního spoření v ČR

TIP: Některé spořitelny poskytují slevu 1/2 z prvního ročního poplatku za vedení účtu, pokud je založen účet stavebního spoření až v druhé polovině kalendářního roku. Chce-li klient ušetřit celý jeden roční poplatek, založí nové stavební spoření přesně k datu 1. ledna – datum uvedené ve smlouvě – to lze technicky realizovat po dohodě s obchodním zástupcem stavební spořitelny kdykoliv před, anebo těsně po Novém roce – a následně nesmí zapomenout s dostatečným tříměsíčním předstihem stavební spoření po vázací době (6 let) vypovědět nejlépe do poloviny září (tříměsíční výpovědní doba) přesně k datu 31. prosince příslušného roku (tím bude naúčtováno jen 6 ročních poplatků namísto obvyklých 7 ročních poplatků).
TIP2: Pokud si koncem roku klient vzpomene, že potřebuje peníze, i pokud ihned navštíví svého obchodního zástupce např. 30.12., tento výpověď doručí do spořitelny nejdříve v lednu (pozor, datum podpisu u obchodního zástupce nemusí a pravděpodobně ani nebude brán jako den doručení výpovědi spořitelně), do konce dubna poběží výpovědní doba a peníze obdrží klient začátkem května. Klient ale může výpověď podat kdykoliv v předstihu ještě před uplynutím vázací doby. Pokud by to přesto nestihl do poloviny září, ale až v říjnu apod., pošle si v lednu další optimální vklad a obdrží státní podporu i za následující rok.
TIP2: pokud má klient starší smlouvu, s vysokým úrokem (3,0 % a úrokovým zvýhodněním při nečerpání úvěru 1,5 %), a nechce čekat celou výpovědní dobu, stačí cílovou částku přespořit a takovou smlouvu spořitelna ráda bez poplatku vyplatí dříve.

#### Stavební spoření třetí největší vEvropě
22. května 2011 Evropské sdružení stavebních spořitelen zjistilo, že stavební spoření v České republice je třetí největší v Evropě a je hned za Německem a Rakouskem. Za ČR následuje Slovensko, potom Maďarsko, potom Chorvatsko a pak Rumunsko.
Paradoxní je to k tomu, že v roce 2010 vzhledem k roku 2009 ubylo nejvíc smluv o stavebním spoření (o 1,6 %, a to ze 4 850 000 smluv).
Tabulka počtu smluv o stavebním spoření (podle Evropského sdružení stavebních spořitelen)
| Pořadí státu podle velikosti stavebního spoření k 22. 5. 2011 v Evropě | Stát       | Rok 2009   | Rok 2010   | Procentuální navýšení počtu smluv z roku 2009 na rok 2010 |
| ---------------------------------------------------------------------- | ---------- | ---------- | ---------- | --------------------------------------------------------- |
| 1.                                                                     | Německo    | 30 109 800 | 29 982 925 | − 0,4 %                                                   |
| 2.                                                                     | Rakousko   | 5 096 658  | 5 176 567  | 1,6 %                                                     |
| 3.                                                                     | Česko      | 4 926 183  | 4 845 319  | − 1,6 %                                                   |
| 4.                                                                     | Slovensko  | 1 011 753  | 1 007 322  | − 0,4 %                                                   |
| 5.                                                                     | Maďarsko   | 590 820    | 606 580    | 2,7 %                                                     |
| 6.                                                                     | Chorvatsko | 330 165    | 334 179    | 1,2 %                                                     |
| 7.                                                                     | Rumunsko   | 253 017    | 316 026    | 24,9 %                                                    |

#### Banky poskytující stavební spoření v Česku
K 6. 1. 2022 existovalo na finančním trhu v ČR pět stavebních spořitelen:
| č.ř. | Název stavební spořitelny                  | Adresa                                     | Internetové stránky           |
| ---- | ------------------------------------------ | ------------------------------------------ | ----------------------------- |
| 1.   | ČSOB Stavební spořitelna, a.s.             | Radlická 333/150, 150 00 Praha 5 – Radlice | https://www.csobstavebni.cz/  |
| 2.   | Modrá pyramida stavební spořitelna, a.s.   | Bělehradská 128/222, 120 21 Praha 2        | https://www.modrapyramida.cz/ |
| 3.   | MONETA Stavební spořitelna, a.s.           | Vyskočilova 1442/1b, 140 00 Praha 4        | https://www.moneta.cz         |
| 4.   | Raiffeisen stavební spořitelna a.s.        | Hvězdova 1716/2b, 140 78 Praha 4           | https://www.rsts.cz/          |
| 5.   | Stavební spořitelna České spořitelny, a.s. | Antala Staška 1292/32, 140 00 Praha 4      | https://www.burinka.cz/       |